# 砥用駅
砥用駅（ともちえき）は、かつて熊本県下益城郡砥用町（現・美里町）にあった熊延鉄道の駅（廃駅）である。

## 歴史
- 1932年（昭和7年）12月25日：熊延鉄道甲佐 - 当駅間開業に伴い開業。
- 1964年（昭和39年）3月31日：熊延鉄道廃線に伴い廃止。

## 駅構造
ホーム1面2線を有する地上駅であった。

## 現在
駅跡は熊本バス砥用出張所の事務所兼車庫になっている。

## 隣の駅
熊延鉄道
釈迦院駅 - 砥用駅